# Grabljivice

Ptice grabljivice (lat. Raptatores) je po zastarjeloj klasifikaciji bio zajednički naziv za dva podreda, dnevne grabljivice i noćne grabljivice. Ova podjela zasnivala se na nizu istih ili sličnih osobina (građa kljuna, nogu, krila i sl.) koje su bile rezultat istog načina života (konvergentna evolucija), a ne međusobne srodnosti. 
Suvremena sistematika, zasnovana na značajnim anatomskim obilježjima (građa kostura) danas dijeli ovu skupinu na tri različita reda, sokolovke (Falconiformes) i jastrebovke (Accipitiformes) s jedne, i sovovke (Strigiformes) s druge strane, a ime ptice grabljivice zadržalo se i koristi se u hrvatskom još samo za red sokolovki. 
U suvremenoj sistematici ova ranija skupina nema taksonomsko mjesto niti svoj latinski naziv, a prema nekim autorima, u ovu neformalnu skupinu uključeni su sljedeći redovi: 
- Accipitriformes
  - Pandionidae: orao ribič, jedina vrsta ove porodice, s više podvrsta
  - Accipitridae: jastrebovi, orlovi, škanjci, lunje i supovi
  - Sagittariidae: sekretar
- Falconiformes
  - Falconidae: sokolovi

Ovo su redovi dnevnih grabljivica, no postoje i noćne grabljivice, sovovke (Strigiformes). Od ovog ranije porodicama brojnog reda, danas postoje još samo dvije porodice, sove (Strigidae) i kukuvije (Tytonidae), dok su poznati fosili još četiri porodice.
Iako ovo nisu jedine ptice koje su mesožderi (veliki broj redova ptica hrani se isključivo ili pretežno mesom), ove ptice imaju neke zajedničke osobine po kojima se razlikuju od drugih. Tu spadaju kljunovi i kandže koji služe za hvatanje, ubijanje i komadanje plijena. Kljunovi su snažni, svinuti poput kuka, a prsti završavaju dugim, srpolikim, snažnim kandžama.  